# Marcelo Contini
Marcelo Contini (20 aprile 1989) è un judoka brasiliano.

## Palmarès
- Mondiali

Budapest 2017: argento nella gara a squadre.
- Universiade

Shenzhen 2011: bronzo nei -73kg.

### Vittorie nel circuito IJF
| Data           | Località       | Paese   | Categoria |
| -------------- | -------------- | ------- | --------- |
| 9 giugno 2012  | Rio de Janeiro | Brasile | Gran Slam |
| 17 giugno 2017 | Cancún         | Messico | Gran Prix |